# Хлоазма
Хлоазма (пигментни петна) е кожна болест, която се среща при жените и при мъжете. Тези петна имат разнообразна форма и големина, неправилни очертания, гладка повърхност и резки граници. Цветът им е светложълт до сиво-кафяв и тъмнокафяв. Разполагат се симетрично по бузите, в областта на слепите очи, над горната устна, рядко на брадата, а при по-възрастните хора на бузите – близо до ушите. Причините могат да бъдат различни – при бременност (петна на бременността), заболяване на женските полови органи – матка, яйчници и др., както и при взимане на противозачатъчни препарати, при маларии, туберкулоза, сифилис, пелагра, от прекомерно слънчево облъчване, изгаряния и други.